# Woodland (Georgia)
Woodland es una ciudad ubicada en el condado de Talbot en el estado estadounidense de Georgia. En el año 2000 tenía una población de 432 habitantes.

## Geografía
Woodland se encuentra ubicada en las coordenadas 32°47′15″N 84°33′40″O / 32.78750, -84.56111 (32.787594, -84.561018).

Según la Oficina del Censo, la localidad tiene un área total de 2 km² (0,8 mi²), de la cual 2 km² (0,8 mi²) es tierra y 0 km² (0 mi²) (0.00%) es agua.

## Demografía
Según la Oficina del Censo en 2000 los ingresos medios por hogar en la localidad eran de $17,105, y los ingresos medios por familia eran $19,792. Los hombres tenían unos ingresos medios de $24,107 frente a los $15,156 para las mujeres. La renta per cápita para la localidad era de $10,466. 